# Ein Mensch der Masse
Ein Mensch der Masse (Originaltitel: The Crowd) ist ein US-amerikanisches Filmdrama von King Vidor. Er wurde 1928 als Stummfilm gedreht. Die Premiere des Films fand am 18. Februar 1928 unter dem Originaltitel statt. Im deutschen Fernsehen wurde die Produktion erstmals am 1. April 1983 im deutschen Fernsehen (ZDF) gezeigt. Spätere Ausstrahlungen trugen unter anderem die Titel Die Menge und Ein Mensch in der Masse.
Vidors Film wurde schon bei seiner Veröffentlichung von Publikum und Kritikern gleichermaßen gefeiert. Er gilt heute als einer der großen amerikanischen Stummfilmklassiker und übte insbesondere Einfluss auf spätere Filmströmungen aus, die sich einem größeren Realismus und gesellschaftlichem Bewusstsein im Spielfilm verschrieben. 1989 wurde er als einer der ersten 25 Filme in das National Film Registry aufgenommen.

## Handlung
John Sims glaubt schon seit seiner Kindheit, dass er einmal wichtig werden wird. Johns Vater, der alles dafür tut, dass es seinem Sohn gut geht, stirbt schon in dessen Jugend. Mit 21 Jahren ist John einer der vielen Angestellten einer Versicherungsgesellschaft in New York. Sein Freund und Kollege Bert lädt ihn zu einem Doppeldate im Lunapark von Coney Island ein; schon nach einem Abend macht John Mary, einem der beiden Mädchen, einen Heiratsantrag. Sie stimmt zu, sie heiraten und verbringen ihre Flitterwochen an den Niagarafällen.
Die Frischvermählten ziehen in ein bescheidenes Apartment. Zu Heilig Abend kommen Marys schwerhörige Mutter und ihre Brüder Jim und Dick zu Besuch. Die wohlhabenden Schwäger sind John gegenüber feindlich eingestellt. John geht zu Bert, um Alkohol zu besorgen. Dort ist eine Party im Gange, sodass John betrunken nach Hause kommt, lange nachdem die Gäste gegangen sind. Mary verzeiht John. Doch schon bald im neuen Jahr gibt es Streit über den Zustand des Apartments und über Marys Aussehen. Aller Streit ist vergessen, als Mary ihrem Mann erzählt, dass sie ein Kind erwarte. Im Oktober bekommt das Paar einen Sohn. John teilt Mary mit, dass die Geburt seines Sohnes der bislang fehlende Impuls sei, der ihn zu noch härterer Arbeit angetrieben habe.
Nach fünf Jahren ist noch eine Tochter dazugekommen, jedoch ist Johns Gehalt nicht sonderlich gewachsen; er ist immer noch einer von vielen Angestellten. Mary sagt ihm, dass sie nicht glaube, dass er jemals bekannt werde. John, der als Hobby Werbesprüche kreiert, nimmt an einem Wettbewerb teil und gewinnt 500 Dollar. John kommt heim mit Geschenken für Mary und seine Kinder. Als sie die beiden die Kinder, die auf der Straße spielen, heimrufen, wird das Mädchen von einem Lastwagen überfahren und stirbt. Während Mary sich nach einiger Zeit von dem Verlust erholt, bleibt John depressiv und kann sich nicht mehr auf seine Arbeit konzentrieren; als er deshalb getadelt wird, kündigt John, ohne es Mary zunächst zu sagen.
Mary steht ihm zur Seite und hilft ihm, sich zu bewerben. Doch John kündigt jede Stelle nach kurzer Zeit, was Mary dazu bringt, eine Arbeit als Näherin anzunehmen. Marys Brüder bieten John aus Mitleid Arbeit an, was dieser jedoch zurückweist. Mary ist nun verärgert und nennt ihn einen Heuchler und Drückeberger. John trägt sich mit Selbstmordgedanken, doch die bedingungslose Liebe seines Sohnes hält ihn von der Tat ab. Er nimmt eine Anstellung als Werbefigur für ein Restaurant an. Als er heimkommt, packt Mary ihre Koffer und will zu ihren Brüdern ziehen. Er kann Mary jedoch überzeugen zu bleiben. Von seinem ersten Lohn hat John seiner Frau einen Blumenstrauß und Karten fürs Varieté gekauft. John, Mary und ihr Sohn besuchen die Show. Dabei sehen sie, dass Johns Werbeslogan im Programmheft gedruckt ist. John und Mary genießen die Vorstellung in der Masse der Zuschauer.

## Hintergrund
Die Geschichte des Films weist Parallelen zu Vidors eigenem Werdegang auf. Vidor war Angestellter bei Universal Pictures und schrieb unter einem Pseudonym heimlich Drehbücher für Komödien. Angestellten war es nicht erlaubt, eigene Drehbücher einzureichen. Als Vidor sich als Autor der Drehbücher zu erkennen gab, war er seinen Job als Büroangestellter los. Er wurde von Universal allerdings bald darauf als Comedy-Autor eingestellt.
Der Film der MGM wurde im US-Bundesstaat New York gedreht. Das Studio wollte wegen der Weltwirtschaftskrise ein positives Ende des Films zeigen. Zu diesem Zweck drehte Regisseur Vidor neun verschiedene Fassungen für den Schluss.
Cedric Gibbons und der später als Effekttechniker bekannte A. Arnold Gillespie sorgten für die Filmbauten und Ausstattung des Films. Der Komponist Carl Davis war ein Spezialist für die musikalische Neuvertonung von Stummfilmen. 1981 komponierte er die Musik des Films neu.
Für die Hauptrolle besetzte Vidor den völlig unbekannten James Murray, den er unter einer Gruppe Komparsen auf dem Studiogelände entdeckt hatte. Vidor hoffte, die Figur des Jedermanns John Sims mit dem unbekannten Gesicht Murrays glaubwürdiger zu machen. Tatsächlich ging das Konzept auf und Murray wurde als Naturtalent gefeiert, er konnte sich allerdings nicht in Hollywood etablieren und nahm ein tragisches Ende. Die bekannteste Mitwirkende im Film war Eleanor Boardman in der weiblichen Hauptrolle, die zum Zeitpunkt der Dreharbeiten mit King Vidor verheiratet war und bei MGM als Schauspielerin unter Vertrag stand.

## Kritiken
Das Branchenblatt Variety zeigte sich in seiner Kritik im Zuge der Veröffentlichung negativ eingestellt. Der Film sei „eine düstere, handlungsfreie Geschichte von abscheulicher Länge“ und erzähle „anscheinend nichts“. Der TimeOut Filmguide wiederum hielt den Film für „einen von Vidors besten Filmen, ein Meisterwerk des Stummfilms, eine scharfe Betrachtung des Illusionismus des amerikanischen Traums“. Auch Channel 4 lobte den Film als „Vidors Meisterwerk“ und seinen „zynischen Blick auf die Darstellung des amerikanischen Traums“.
Mick LaSalle vom San Francisco Chronicle schrieb, der Film sei „kein leichter Film“. Er sei ein Kunstfilm, der „komplett außerhalb des Mainstreams der Filme seiner Zeit oder überhaupt“ stehe. Das Time Magazine hob Vidors Regie als „ehrlich und feinfühlig“ hervor. Eleanor Boardman spiele ihre Rolle mit „beunruhigender Anmut“.
Heute wird der Film bei den gegenwärtigen Kritikern einhellig als Meisterwerk gesehen. Das Lexikon des internationalen Films beschreibt den Film als „[b]ittere[n] Abgesang auf den amerikanischen Traum, der mit dem blanken Darwinismus kontrastiert wird, der nur den Stärksten ein Überleben in der Anonymität der Großstadt garantiert. Der romantisch-melancholische Sozialverismus des Film [sic!] wirkte stilbildend und auch die Filmästhetik wies neue Wege – ein Meisterwerk des späten Stummfilms.“

## Auszeichnungen
1929 war der Film in den Kategorien Bester Film und Beste Regie für den Oscar nominiert. Im Jahr 1989 wurde er in das National Film Registry des National Film Preservation Board aufgenommen.